# Korutanský zemský sněm
Korutanský zemský sněm (německy Kärntner Landtag) je volený zákonodárný sbor v spolkové zemi Korutany v Rakousku. Vznikl z historického stavovského shromáždění. První stavovské zasedání v současném sněmovním komplexu v Klagenfurtu je doloženo k roku 1581. Za Rakouska-Uherska byl jedním ze zemských sněmů Předlitavska. A zachován zůstal i po zániku monarchie v meziválečné i poválečné republice.
Má 36 poslanců. Je volen na funkční období pěti let (aktuální složení určily zemské volby v Korutanech v roce 2009). Sněm má zákonodárnou pravomoc na zemské úrovni, dále volí a kontroluje zemskou vládu v čele se zemským hejtmanem a schvaluje zemský rozpočet.